# 松村恵里

松村 恵里（まつむら えり）は、NHK青森放送局の元契約キャスター、気象予報士。

## 経歴
青森県三戸郡南部町（旧福地村）出身。大学卒業後Uターンし、2007年に入局。当初は通常の契約キャスターとして昼前の情報番組を担当していたほか、夕方はニュースリポートに携わった。
後に気象予報士試験に挑むようになったことから、2009年度、夕方のニュースで気象コーナーの担当となった。そして試験に合格したこともあり、最初の契約が満了した2010年度以降は、専属気象予報士として契約を更新した。ただし、契約キャスターの一員として2011年以降も引き続き列せられていたため、定時ニュースの担当をすることもある。この際は純然たるキャスターとして扱われ、「気象予報士」のテロップ表示は出ない。

## 過去の担当番組
- あっぷるワイド 気象情報
2008年度以前はリポート中心
- テレビ・ラジオでのニュース、天気
- 情報ランチ（2008年度まで）